# Rhododendron valentinianum
Rhododendron valentinianum là một loài thực vật có hoa trong họ Thạch nam. Loài này được Forrest ex Hutch. miêu tả khoa học đầu tiên năm 1919.